# Annie Caron (natation)
Pour les articles homonymes, voir Annie Caron et Caron.
Annie Caron est une nageuse française née le 10 août 1941 à Paris, spécialisée en papillon.
Elle est membre de l'équipe de France aux Jeux olympiques d'été de 1960 où elle prend part au 100 mètres papillon et aux relais 4 × 100 m quatre nages et 4 × 100 m nage libre ; elle sera à chaque fois éliminée en séries.
Elle a été championne de France de natation en bassin de 50 mètres sur 100 mètres papillon en 1958, 1959, 1960 et à l'été 1961.
Pendant sa carrière elle a évolué au Stade français et au Racing Club de France.
Elle est la sœur de la nageuse Christine Caron.

## Décoration
- Médaille d'honneur de la jeunesse et des sports à titre exceptionnel (1959)[1]